# 佑顺寺
41°34′28″N 120°27′20″E / 41.57444°N 120.45556°E
佑顺寺位于中国辽宁省朝阳市双塔区新华路二段15号，是一座藏传佛教寺院，2006年被列为第六批全国重点文物保护单位。

佑顺寺建于清康熙四十六年（1707年），坐西北朝东南，南北233米，东西64米，占地14912平方米。主要建筑沿中轴线分布，依次有牌楼、山门、天王殿、藏经阁、大雄宝殿、更衣殿、七间殿，两侧有僧房、关帝殿、戏台、厢房等建筑。主体建筑大雄宝殿单檐歇山顶，面阔五间20.2米，进深五间20.35米，高21米。

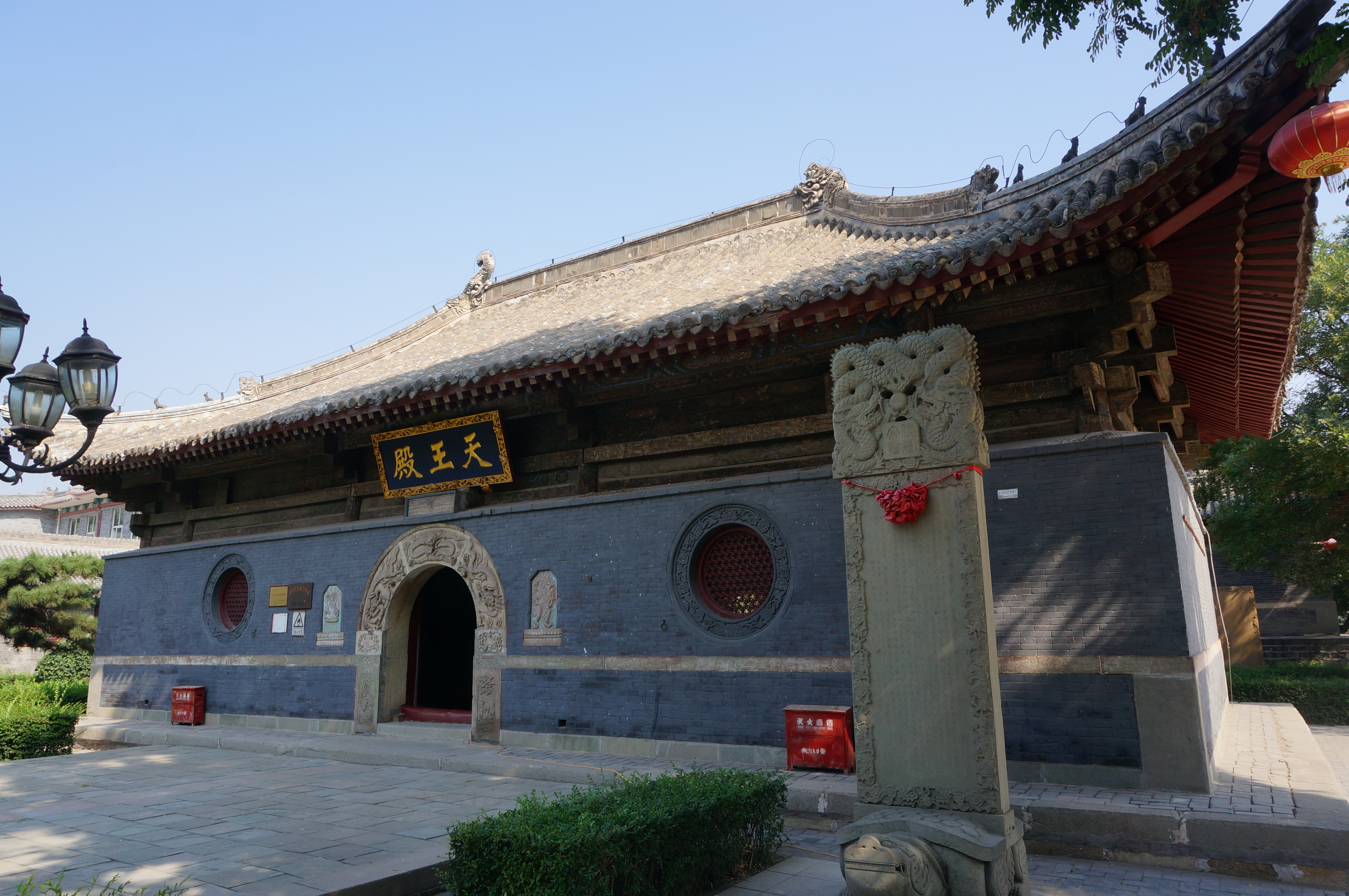
天王殿
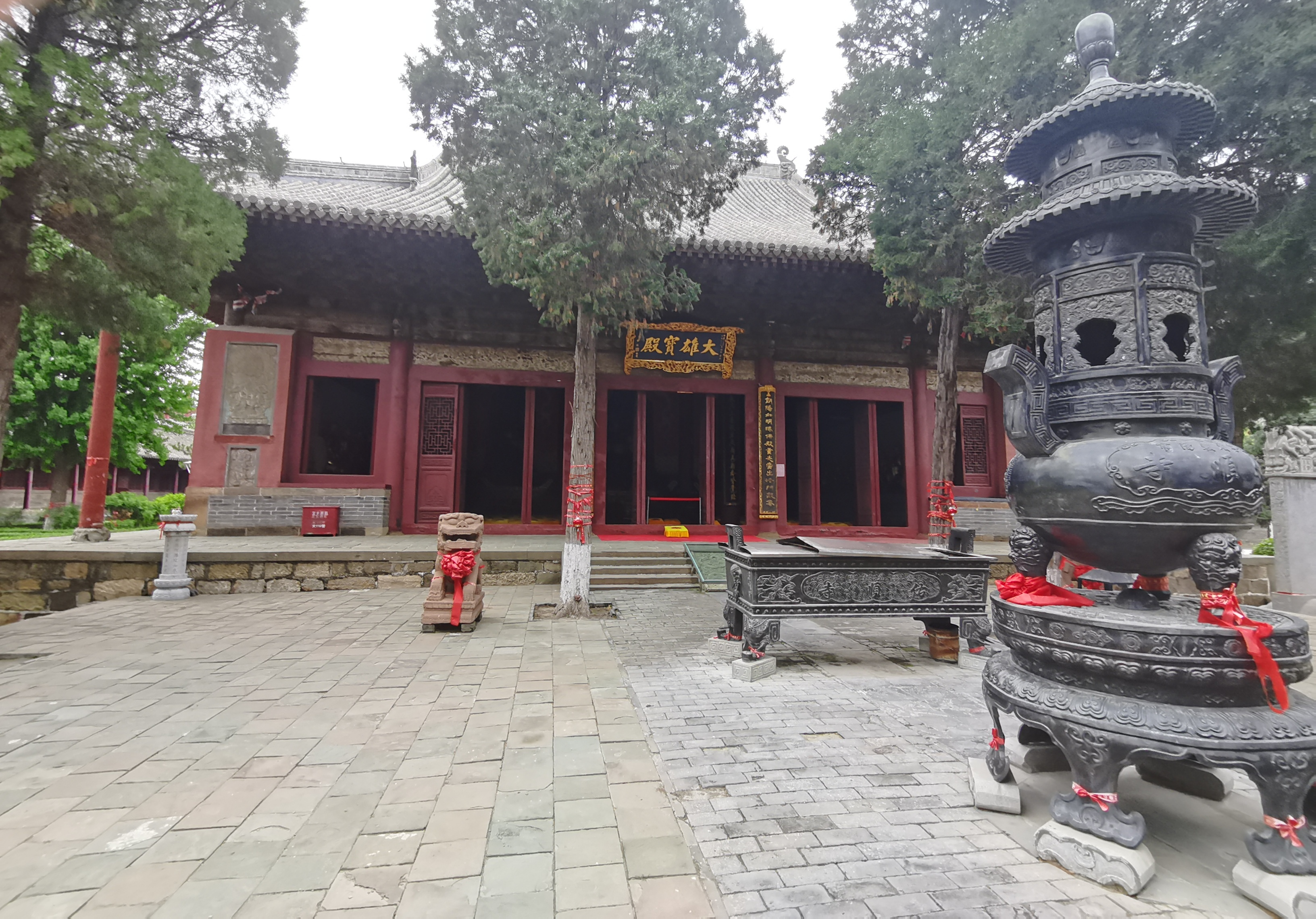
大雄宝殿
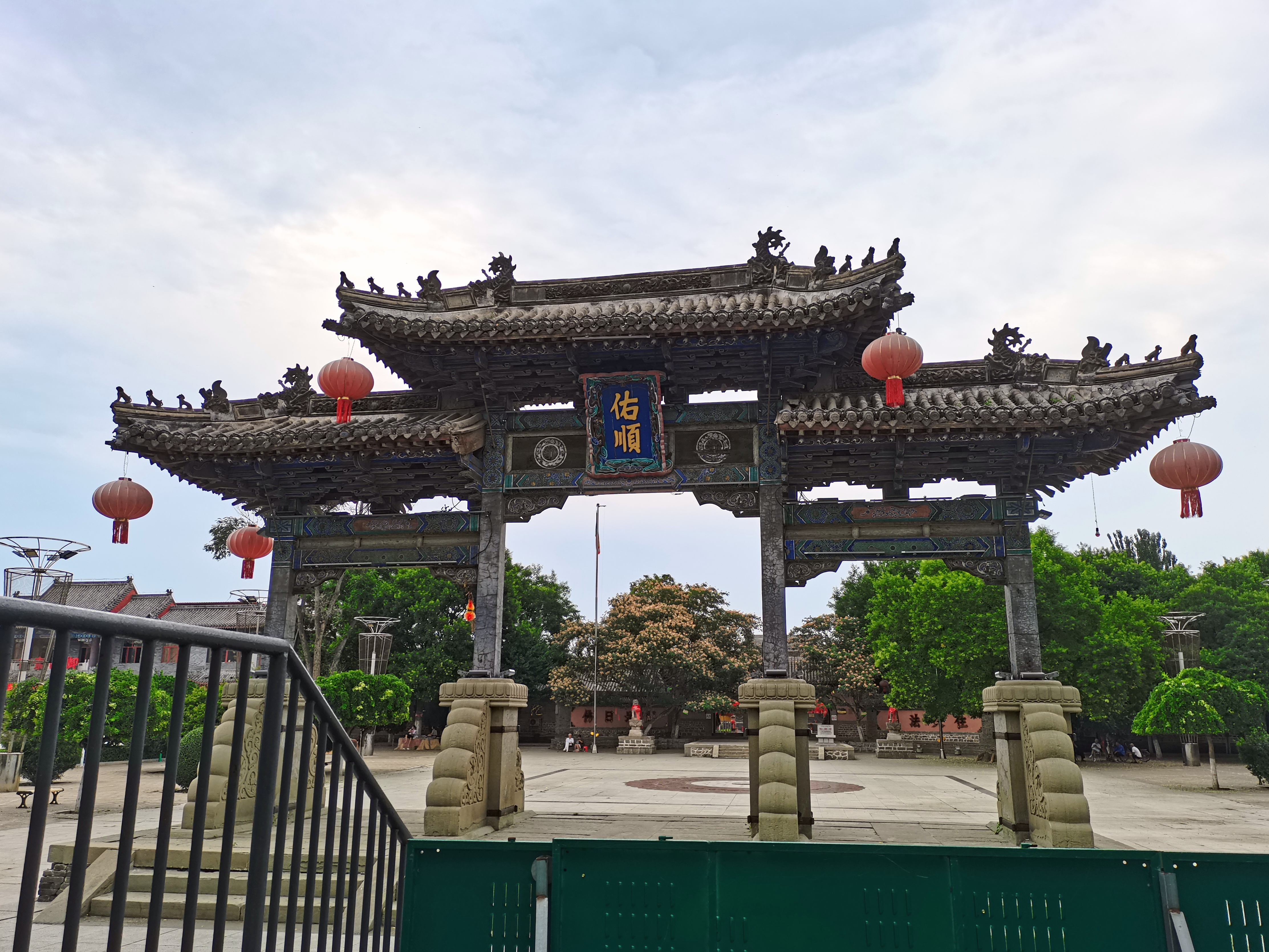
牌坊